# أندي فان در مايده
أندي فان در مايده (بالهولندية: Andy van der Meijde)‏، من مواليد 30 سبتمبر 1979 في أرنهم في هولندا، لاعب كرة قدم هولندي.
بدأ مسيرته الكروية مع نادي أياكس أمستردام في عام 1997، ولعب معهم حتى عام 1999، وشارك معهم في 26 مباراة وسجل 9 أهداف، وفي موسم 1999/2000 أعير إلى نادي توينتي، ولعب معهم 32 مباراة وسجل هدفين، وفي عام 2000 عاد إلى نادي أياكس أمستردام، ولعب معهم حتى عام 2003، وشارك معهم في 86 مباراة وسجل 11 هدف، وفي عام 2003 انتقل إلى نادي إنتر ميلان الإيطالي، ولعب معهم حتى عام 2005، وشارك معهم في 31 مباراة وسجل 3 أهداف، ومنذ عام 2005 وهو يلعب مع نادي إيفرتون الإنجليزي.
و قد بدأ باللعب مع منتخب هولندا لكرة القدم منذ عام 2002.

## روابط خارجية
- أندي فان در مايده على موقع الاتحاد الأوربي (الإنجليزية)
- أندي فان در مايده على موقع قاعدة بيانات كرة القدم.إي يو (الإنجليزية)
- أندي فان در مايده على موقع ناشيونال فوتبول تيمز (الإنجليزية)
- أندي فان در مايده على موقع Soccerbase.com (لاعب) (الإنجليزية)
- أندي فان در مايده على موقع عالم كرة القدم.نت (الإنجليزية)
- أندي فان در مايده على موقع كووورة